# Лакеев, Александр Борисович
Алекса́ндр Бори́сович Лаке́ев (5 сентября 1959, Ангарск — 27 сентября 2008, Тольятти) — советский и российский автогонщик, мастер спорта международного класса, участник ралли Париж-Дакар.

## Биография
Работал водителем-испытателем НТЦ ВАЗа. С 1984 по 1996 года был пилотом фирменной команды ОАО «АВТОВАЗ» по внедорожным видам гонок.
Дебютировал в автосоревнованиях в 1982 году на ралли «Жигули».
В 1991 году Александр Лакеев в паре с Николаем Мезенцевым занял 4 место в ралли-рейде Magyar MAVAD Raid-4.
В 1993 году АВТОВАЗ выкупил раллийные Lada Samara T3 у их производителя, французской компании Lada Poch и выставил их на ралли Париж-Дакар от заводской команды «Lada-Vaz-Togliatti-Russia». Александр Лакеев и Валерий Кольчугин финишировали в марафоне на 41 месте (из 96 стартовавших автомобилей финишировало 47), став таким образом первым российским пилотом, добравшимся до финиша ралли Дакар на российском же легковом автомобиле. Это достижение пока так и не было повторено.
В том же году экипаж Лакеева и Рубена Агикьяна занял 21-е место ралли Атлас и 7-е место на ралли-рейде Сардиния.
В 1994 году в Бахе Венгрия Лакеев с Рубеном Агикьяном заняли первое место.
В 1995 году экипаж Лакеева-Кольчугина финишировал десятым на ралли-рейде «Мастер-ралли» (Париж — Москва — Улан-Батор — Пекин).
Большое внимание Лакеев уделял развитию любительского внедорожного автоспорта. В 2002 году он подготовил трассу ралли-рейда для I Международного Слёта любителей «Нивы», проведённого тольяттинским Клубом «АвтоТУР».
Скончался в 2008 году. Похоронен на «тоазовском» кладбище Тольятти.
В 2009 в рамках ралли-кросса «Серебряная Ладья», проводились любительские соревнования по джип-триалу, посвящённые памяти Александра Лакеева.